# Neal McDonough
Neal McDonough (Dorchester, Massachusetts, 13 de febrero de 1966) es un actor estadounidense. Es conocido por sus participaciones antagónicas en las películas en las que actúa.

## Biografía
Hijo de padres irlandeses, estudió en la Universidad de Siracusa y Arte Dramático en la London Academy of Arts and Sciences.
Away Alone (1991) fue la primera obra de teatro en que participó. McDonough ha hecho muchas apariciones en televisión y cine desde entonces, incluyendo Star Trek: Primer contacto, Band of Brothers, Minority Report, Flags of Our Fathers, Tin Man y Desperate Housewives.
Neal McDonough se ha destacado por participar en roles de villano o personajes duros tales como Traitor (película), Flags of Our Fathers o Forever Strong.
McDonough es un católico devoto. En 2003 se casó con Ruvé Robertson, una modelo sudafricana a la que conoció en el Reino Unido durante el rodaje de Band of Brothers. El matrimonio tiene cinco hijos: Morgan "Little Buck" Patrick (nacido en 2005), Catherine Maggie (nacida en 2007), London Jane (nacida en 2010), Clover Elizabeth (nacida en 2011), y  James Hamilton (nacido en 2014).
Ha dicho en varias ocasiones que se rehúsa a hacer escenas de sexo y aún de besos a causa de su fe y por respeto a su esposa. Inclusive fue despedido de la serie de televisión Scoundrels por negarse a hacer escenas de sexo.

## Filmografía
| Año  | Título                                    | Papel                            | Notas |
| ---- | ----------------------------------------- | -------------------------------- | ----- |
| 1994 | Angels in the Outfield                    | Whit Bass                        |       |
| 1996 | Star Trek: Primer contacto                | Sean Hawk                        |       |
| 1997 | Fire Down Below                           | Chofer de camión                 |       |
| 1999 | Ravenous                                  | Reich                            |       |
| 2002 | Minority Report                           | Oficial Gordon 'Fletch' Fletcher |       |
| 2003 | Timeline                                  | Frank Gordon                     |       |
| 2003 | They Call Him Sasquatch                   | Ned Dwyer                        |       |
| 2004 | Walking Tall                              | Jay Hamilton                     |       |
| 2006 | The Guardian                              | Jack Skinner                     |       |
| 2006 | The Last Time                             | Hurly                            |       |
| 2006 | Flags of Our Fathers                      | Capitán Severance                |       |
| 2007 | Forever Strong                            | Entrenador Richard Penning       |       |
| 2007 | The Hitcher                               | Teniente Esteridge               |       |
| 2007 | Machine                                   | Jack Ford                        |       |
| 2007 | Sé quién me mató                          | Daniel Fleming                   |       |
| 2008 | 88 minutos                                | Jon Forster                      |       |
| 2008 | Traitor                                   | Max Archer                       |       |
| 2009 | Street Fighter: The Legend of Chun-Li     | M. Bison                         |       |
| 2010 | DC Showcase: Green Arrow                  | Flecha Verde                     | Voz   |
| 2011 | Little Birds                              | Hogan                            |       |
| 2011 | Ticking Clock                             | James Keene                      |       |
| 2011 | Capitán América: el primer vengador       | Dum Dum Dugan                    |       |
| 2012 | The Philly Kid                            | L.A. Jim                         |       |
| 2012 | Nurse 3D                                  |                                  |       |
| 2013 | Company of Heroes                         | Teniente Joe Conti               |       |
| 2013 | Agent Carter                              | Dum Dum Dugan                    |       |
| 2013 | Red 2                                     | Jack Horton                      |       |
| 2013 | The Marine 3: Homefront                   | Jonas Pope                       |       |
| 2014 | Batman: Assault on Arkham                 | Deadshot / Floyd Lawton          |       |
| 2017 | 1922                                      | Harlan Cotterie                  |       |
| 2018 | Proud Mary                                | Walter                           |       |
| 2020 | Sonic, la película                        | Major Bennington                 |       |
| 2021 | Resident Evil: Bienvenidos a Raccoon City | William Birkin                   |       |
| 2023 | The Shift                                 | El Benefactor                    |       |
| 2023 | Holiday Twist                             | Skip                             |       |
| 2024 | Outlaw Posse                              | Bart                             |       |
| 2024 | Homestead                                 | Ian Ross                         |       |
| 2025 | The Last Rodeo                            | Joe Wainright                    |       |

| Año         | Título                       | Papel                                                              | Notas                                                               |
| ----------- | ---------------------------- | ------------------------------------------------------------------ | ------------------------------------------------------------------- |
| 1991        | China Beach                  | Lurch                                                              | Episodio: "Hello Goodbye"                                           |
| 1991        | Quantum Leap                 | Chucky                                                             | Episodio: "Play Ball"                                               |
| 1993        | Testigo bajo sospecha        | Wayne Carlson                                                      | Telefilme                                                           |
| 1995        | JAG                          | Segundo teniente, Jay Anderson                                     | Episodio "Desert Son"                                               |
| 1995        | White Dwarf                  | Dr. Driscoll Rampart III                                           |                                                                     |
| 1995        | Iron Man                     | Firebrand                                                          | Episodio: "Fire and Rain"                                           |
| 1996        | NYPD Blue                    | Jerry Selness                                                      | Tercera temporada, episodio 22: "He's Not Guilty, He's My Brother"  |
| 1996        | The Incredible Hulk          | Dr. Robert Bruce Banner                                            | 21 episodios, voz                                                   |
| 1997        | Invasión                     | Randy North                                                        | Miniserie                                                           |
| 1998        | Diagnosis: Murder            | Ross Canin                                                         | Episodios - "Retribution" - "Retribution: Part Two"                 |
| 1999        | Balloon Farm                 | Sheriff                                                            |                                                                     |
| 1999        | Just Shoot Me!               | Craig                                                              | Episodio: "Shaking Private Trainer"                                 |
| 2001        | Band of Brothers             | Teniente, Lynn "Buck" Compton                                      | 8 episodios                                                         |
| 2002        | The X-Files                  | Agente Comer                                                       | Episodios - "Provenance" - "Providence"                             |
| 2002        | Boomtown                     | Fiscal de distrito, David McNorris                                 | 24 episodios                                                        |
| 2004–2005   | Medical Investigation        | Dr. Stephen Connor                                                 | 20 episodios                                                        |
| 2007        | Traveler                     | Secretario de Seguridad Nacional de los Estados Unidos, Jack Freed | 6 episodios                                                         |
| 2007        | Tin Man                      | Wyatt Cain                                                         | Episodios - "Into the Storm" - "Search for the Emerald" - "Tin Man" |
| 2008–2009   | Desperate Housewives         | Dave Williams                                                      | 24 episodios                                                        |
| 2010        | Terriers                     | Ford/Tom Cutshaw                                                   | Episodios - "Asunder" - "Hail Mary"                                 |
| 2011        | Law & Order: Criminal Intent | Monsignor McTeal                                                   | Episodio: "The Consoler"                                            |
| 2012        | Justified                    | Robert Quarles                                                     | 13 episodios                                                        |
| 2012        | Perception                   | Fredrick James Dafoe                                               | Episodio: "Cipher"                                                  |
| 2013        | Mob City                     | William Parker                                                     | Episodio: Papel principal                                           |
| 2014        | Suits                        | Sean Cahill                                                        | 6 episodios                                                         |
| 2014        | Agents of S.H.I.E.L.D.       | Dum Dum Dugan                                                      | 1 episodio                                                          |
| 2015—2016   | Arrow                        | Damien Darhk                                                       | 20 episodios                                                        |
| 2015        | Agent Carter                 | Dum Dum Dugan                                                      | 1 episodio                                                          |
| 2015, 2021  | The Flash                    | Damien Darhk                                                       | 3 episodios                                                         |
| 2016—2020   | Legends of Tomorrow          | Damien Darhk                                                       | 21 episodios                                                        |
| 2016 - 2021 | Van Hellsing                 | Hansen / Willem                                                    | 11 episodios                                                        |
| 2020        | The 100                      | Anders                                                             | 5 episodios                                                         |
| 2021        | What if...?                  | Dum Dum Dugan                                                      | 1 episodio                                                          |
| 2024        | Tulsa King                   | Cal Thresher                                                       | ¿? episodios                                                        |

| Año  | Título                                    | Papel                 | Notas       |
| ---- | ----------------------------------------- | --------------------- | ----------- |
| 2005 | The Incredible Hulk: Ultimate Destruction | Hulk                  | Voz         |
| 2009 | Rogue Warrior                             | Admiral Travis Payton | Voz         |
| 2015 | Call of Duty: Black Ops III               | Jack Vincent          | Voz, Modelo |

## Premios y nominaciones
- 1999: Premio del jurado, Festival de cine de Atlantic City.
- 2003: Nominado, premio TCA, Asociación de Críticos de Televisión.
- 2004: Premio Satellite de oro, Premios Satellite.
- 2009: Nominado, Screen Actors Guild Awards.